# Fernsehjournalismus
Fernsehjournalismus bezeichnet eine Form des Journalismus, die über das Fernsehen ausgestrahlt wird.

## Besonderheiten

### Präsentation und Darstellung
Der Fernsehjournalismus zeichnet sich im Gegensatz zum Printjournalismus durch eine audiovisuelle Berichterstattung, die zu einem meist vorher festgelegten Zeitpunkt ausgestrahlt wird, aus. Die Nachrichten werden also durch Bild- und Videoeinblendungen, einem Audio-Kommentar, einem Moderator oder einem Untertitel vermittelt. Je nach Nachrichtenformate werden dabei unterschiedliche Kameraperspektiven und Gestaltungstechniken und Stilmittel der Video- und Tontechnik eingesetzt, die sich deutlich von den Printmedien unterscheiden. Häufig werden auch Grafiken, Diagramme, Karten oder Animationen eingeblendet, um die Situation besser zu erklären. Bild- und Videomaterial wird entweder von Journalisten vor Ort aufgenommen, aus externen Quellen bezogen und seltener auch nachgestellt. Durch die Bilddarstellungen und dem Zeigen von Personen soll die Zuschauer emotional berührt werden und die Aufmerksamkeit der Zuschauer gewonnen werden. Da es sich bei Nachrichtensendungen um reale Darstellungen handelt, wird von einer Fernsehsendung und nicht von einer Fernsehserie gesprochen.

### Ablauf und Ausstrahlung
Nachrichtensendungen erscheinen meist zu festen Zeiten eines Fernsehsenders im Morgen- und Abendprogramm vor und/oder nach der Prime-Time. Ausnahme stellen hierbei Nachrichtensender dar, die meist Nachrichten zu jeder vollen Stunde oder sogar nur Nachrichtenmeldungen übertragen. Ebenfalls kann es bei als besonders dramatisch empfundenen Ereignisse zu Sonder-Nachrichtenübertragungen ("Breaking News") kommen, die das aktuelle Fernsehprogramm unterbrechen. Ein Beispiel hierfür ist die Fernseh-Berichterstattung über die Terroranschläge am 11. September 2001. Fernsehjournalismus setzt sich meist aus einem politisch-gesellschaftlichen, einem Sport- und einem Wetterteil zusammen. In Privatsendern und speziellen Nachrichtensendungen kann auch Boulevardjournalismus und Fachjournalismus eine wichtigere Rolle spielen. Fernsehnachrichten können schneller ausgestrahlt werden als Printnachrichten gedruckt werden können, dennoch sind Nachrichten oft im Internet meist noch schneller zu finden. Lokale Berichte beschränken sich meist auf Regionalsender (Lokaljournalismus).

### Unterschiede zwischen dem öffentlich-rechtlichen und privaten Rundfunk
Fernsehjournalismus findet sich sowohl im Angebot des Öffentlich-rechtlichen Rundfunks als auch im Privatfernsehen wieder. Politische Berichterstattung, Sportberichte und Wetterberichte gibt es sowohl im öffentlich-rechtlichen Fernsehen als auch im Privatfernsehen. Im Verlaufe der Zeit sind diese Themen aber in beiden Bereichen zurückgegangen und der Fokus wurde mehr auf Human-Touch-Themen gelegt. Beim Privatfernsehen ist dieser Trend aber noch deutlicher zu sehen. Privatsender neigen mehr zum Boulevardjournalismus als öffentlich-rechtliche Sender und zeigen oft mehr technische Effekte.

### Produktion
Recherchen führen Redakteure meist mithilfe von Nachrichtenagenturen wie der Deutschen Presse-Agentur oder dem Internet durch. Für Liveübertragungen wird häufig ein Übertragungswagen verwendet. Prompter werden eingesetzt, damit der Nachrichtensprecher Blickkontakt behält und frei sprechen kann. Hierbei handelt es sich um einen Monitor, der den Nachrichtentext spiegelverkehrt abbildet, so dass der Moderator den Text lesen kann, ohne seinen Blick abwenden zu müssen.

## Geschichte
In Deutschland waren die Anfänge des Fernsehjournalismus durch die Propaganda des Nationalsozialisten in den 1930er- und 1940er-Jahren geprägt. Prägend war hierbei die Wochenschau, die in Kinos ausgestrahlt wurde, da die wenigsten damals einen Fernseher besaßen. Erst nach dem Ende des Zweiten Weltkriegs wurde die Berichterstattung neutraler. Da viele damals über kein Fernsehgerät verfügten, wurden Nachrichtenformate erst in kleinen Kinos ausgestrahlt und später in Fernsehstuben geschaut. Es hatte einen großen Einfluss auf den politischen Journalismus, da sich die Politiker nun live bei Interviews und Talkrunden zeigen konnten, wodurch die Berichterstattung und damit auch deren Aufnahme durch die Bevölkerung personenbezogener wurde. Zu den ersten Nachrichtenformaten zählten Nachrichtensendungen und Live-Übertragungen von großen Ereignissen wie Sportwettbewerben. Später kamen auch Reportagen und Dokumentationen hinzu. Seit den 1960er-Jahren entwickelte sich die Magazinsendung und der investigative Journalismus im Fernsehen wurde präsent. Mit der Einführung der privaten Fernsehsender in den 1980er-Jahren änderte sich die Berichterstattung anfangs nicht stark, da diese überwiegend Unterhaltungsformate ausstrahlten. Der Fernsehjournalismus, der in den Privatsendern entstand, zeichnet sich vor allem durch eine Produktion mit mehr technischen Effekten und eine Diversifizierung in verschiedenen Fachjournalismus, aber auch die Zulassung von mehr Boulevardjournalismus aus.
Der Fernsehjournalismus entwickelte sich über die Jahre immer mehr zu einem Unterhaltungsformat (Infotainment) und menschenorientiert. So werden Verbraucher- und Ratgebersendungen beliebter, während politische Sendungen Zuschauer verlieren.
Heute werden die meisten Nachrichtenformate auch in Form eines Webvideo auf Mediatheken, in Social Media oder einer mobilen App der Fernsehsender ausgestrahlt oder auf einem Second Screen geschaut. Ein Beispiel für die Ausstrahlung über Social Media ist das Jugendangebot von Funk von der ARD und ZDF.

## Fernsehformate
Im Fernsehjournalismus gibt es unterschiedliche Sendungformate, die sich in ihrer Gestaltung und Aufbereitung unterscheiden. Gängige Formate sind:
- Nachrichtensendung: Eine Nachrichtensendung wird meist zu bestimmten Zeiten ausgestrahlt und fokussiert sich meist auf politische, gesellschaftliche und sportliche Themen.
- Nachrichtenmagazin: Nachrichtenmagazine bieten mehr Freiheit für journalistische Kreativität und sind oft länger als eine Nachrichtensendung. Oft werden in Nachrichtensendungen Unterhaltungsthemen und Prominenz (Boulevardjournalismus) oder fachspezifischen Themen (Fachjournalismus) behandelt. Häufig werden auch Gäste im Rahmen einer Talkshow oder eines Interviews eingeladen. Magazine werden oft zu bestimmten Tagesabschnitte ausgestrahlt. So haben mehrere Sender beispielsweise ein Frühstücks- bzw. Morgenmagazin.[6]
- Sondermeldung: Eine Sondermeldung (auch Breaking News) ist eine spezielle Art der Eilmeldung, die das aktuelle Fernsehprogramm unterbricht, um eine als besonders bedeutend empfundene Nachricht zu überbringen.
- Reportage: Eine Reportage soll mehr die Beobachtungen des Reporters widerspiegeln, um so dem Zuschauer emotionaler zu bewegen, als nur Fakten zu präsentieren. Meist vertiefen Reportagen ein Thema weiter.[6]
- Dokumentarfilm: Ein Dokumentarfilm befasst sich mit einem tatsächlich stattgefundenen Geschehen und setzt dafür unterschiedliche filmische Elemente ein. Im Gegensatz zur Reportage liegt der Fokus nicht auf den Erfahrungen des Reporters.
- Talkshow: Eine Talkshow (auch Fernsehdebatte) ist eine Diskussionssendung. Die Diskussion findet dabei ähnlich wie bei einem Interview zwischen dem Gastgeber und einem oder mehreren Gesprächsgästen statt, aber auch zwischen den Talkgästen selbst. Der Gastgeber wird Moderator oder Talkmaster genannt, englisch Host. Typisch ist der Ablauf, bei der der Moderator die Gesprächsgäste zunächst zu einem Thema befragt, und sich anschließend ein mehr oder weniger freies und/oder von dem Gastgeber gelenktes Gespräch unter den Gesprächsgästen entwickelt. Häufig wird dabei über aktuelle Themen gesprochen.
- Wochenschau: Eine Wochenschau war eine für das Kino wöchentlich neu produzierte Zusammenstellung von Filmberichten über politische, gesellschaftliche, sportliche und kulturelle Ereignisse. Die Kino-Wochenschauen wurden im Vorprogramm zum Hauptfilm gezeigt. Sie wurden überflüssig, als viele Haushalte einen eigenen Fernseher hatten und damit Nachrichtensendungen – täglich oder mehrmals täglich – schauen konnten. Im Fernsehen knüpfen Sendungen mit „Wochenrückblick“ an die Tradition der Kino-Wochenschauen an.
- Interview: In einem Interview kommt es zu der Befragung einer Person, mit dem Ziel, persönliche Informationen, Sachverhalte oder Meinungen zu ermitteln.
- Verbrauchersendung: Die Verbrauchersendung befasst sich mit Produkten und Dienstleistungen von Verbrauchern, in dem diese analysiert und bewertet werden.
- Live-Berichterstattung: Eine Live-Berichterstattung bezeichnet die Echtzeitübertragungen von Ereignissen, z. B. einem Fußballspiel oder einem Konzert, welche meistens durch einen Kommentar begleitet wird.[6]
- Ratgebersendung: Eine Ratgebersendung ist ein journalistisches Format mit dem Anspruch, dem Medienrezipienten bei der Lösung konkreter Probleme zu helfen. Ratgeberjournalismus ist eng mit dem Nutzwertjournalismus verwandt, bei Konsumentenfragen besteht auch eine Nähe zum Verbraucherjournalismus.
- Wetterbericht: Im Wetterbericht wird von einem Moderator eine Wettervorhersage für die nächsten Tage erklärt.
- Kommentar: Bei einem Kommentar wird einen Geschehen durch einen Kommentar beschrieben und die Situation erklärt.[6]
- Nachrichten-Einblendungen auf dem Fernsehbild, die über aktuelle Ereignisse oder zum Beispiel Börsenkürse informieren.
- Teletext-Nachrichten: Werden über den Teletext verbreitet und sind daher meist Kurzmeldungen. Einige Fernsehsender haben einen Nummernblock für Nachrichten.

## Bestandteile einer Nachrichtensendung
Eine Nachrichtensendung enthält oft die folgenden Elemente, um Nachrichten zu vermitteln:
- Das Präsentieren von Nachrichten in entsprechender Sprache durch einen Nachrichtensprecher
- Die Erklärung von Sachverhalten mithilfe von Grafiken, Fotos, Karten, Animationen etc.
- Die Kundgabe von Statements von Politikern, Prominenten, Verantwortlichen etc.
- Live-Reportagen vor Ort und Live-Schaltungen mit Reportern
- Expertengespräche oder Interviews
- ein Erklärfilm[6]
- Kommentare
- einen Reporterbericht
- Befragungen der Bevölkerung (Vox pop)
- Korrepondentenberichte aus dem Ausland
- Nachrichtenfilme und Nachricht im Film[6]
- Wetterbericht

## Rezeption

### Relevanz
Nachrichtenprogramme haben oft hohe Einschaltquoten und stellen einen wichtigen Bestandteil des Fernsehprogramms dar. Für Deutsche sind sie die Hauptinformationsquelle. Auch vertrauen Deutsche der Berichterstattung im Fernsehen. So schaffte es die Tagesschau auf Platz 1 und das heute-journal auf Platz 2 der vertrauenwürdigsten Nachrichtenquellen, die in einer Befragung im Jahr 2019 ermittelt wurden. Der Fernsehsender N-tv schaffte es auf Platz 4. 38 % der Nachrichten über politisches Geschehen werden nach einer Befragung aus dem öffentlichen Fernsehen bezogen. Damit liegt die Berichterstattung im Fernsehen über Tageszeitungen (22 %) und dem Internet (17 %). Das private Fernsehen wird allerdings nur von 5 % der Befragten als genutzte Informationsquelle genannt. Im Jahr 2019 schauten sich nach einer Befragung 30,8 Millionen Menschen gerne Nachrichten im Fernsehen an.

### Nachrichtenformate in Deutschland
Die Tagesschau (ARD) erreicht mit durchschnittlich 4,9 Millionen Zuschauern pro Beitrag im Jahr 2018 die meisten Zuschauer im Monat. Seit 2016 sinkt die Reichweite jedoch stärker. Das heute-journal vom ZDF erreichte durchschnittliche Zahlen zwischen 3,77 und 3,82 Millionen Zuschauern pro Beitrag.

### Kritik
Fernsehjournalismus hat heute die Aufgabe, Nachrichten neutral zu vermitteln. In Zeiten und Ländern mit Propaganda und Zensur ist dies nicht der Fall. So wurde Die Deutsche Wochenschau im Nationalsozialismus beispielsweise als Propagandamittel der Medienpolitik genutzt und auch die Nachrichtenberichterstattung in Nordkorea, wird als Propagandamittel genutzt. Problematisch ist es daher, wenn einzelne Fernsehsender einen Monopol in der Ausstrahlung von Nachrichten haben. Auch heute noch werden einigen Sendern Fake News vorgeworfen.
Öffentlich-rechtliche Fernsehsender haben zudem die Pflicht einen Bildungsauftrag in der Berichterstattung zu erfüllen, der über einen Boulevardjournalismus hinausgeht.
Fernsehnachrichten sind meist zeitbregenzt und können daher nicht auf alle Themen intensiv eingehen. Dies führt dazu, dass bestimmte Themen mehr relevant als andere Themen eingestuft werden und sich mehr am Interesse der Masse orientiert wird.
Besonders jüngere Zuschauer werfen dem Fernsehjournalismus eine veraltete Berichterstattung vor und nutzen stattdessen Angebote des Internets, wie Webvideo-Berichterstattungen.
Ebenfalls wird die Darstellung von Terror-Anschlägen und anderen Ereignissen, die die meist kurzfristige Zuschauersensation ausnutzen, kritisiert. Sie könnte Täter gar positiv verstärken und berichtet kaum aus Entwicklungsländern.

## Ausbildung und Berufsbild
Fernsehjournalisten sind meistens Videojournalisten, die Aufgaben eines Journalisten, Tontechnikers, Kameramannes und Filmeditors vereinen oder Fernsehmoderatoren und Nachrichtensprecher. Der Beruf des Fernsehjournalisten kann meistens über ein Studium in den Bereichen Journalistik, Medienwissenschaft, Gesellschaftswissenschaft, Kommunikationswissenschaft oder dem Absolvieren eines Volontariates erreicht werden.